# Kankurô (Naruto)
Pour les articles homonymes, voir Kankurō.
 (juin 2024).
Kankurô (カンクロウ, Kankurō) est un personnage du manga Naruto originaire du village caché de Suna au pays du Vent.

## Profil

### Apparence

Maquillages frontaux de Kankurô.

Kankurô a une allure assez particulière ; il porte un maquillage facial violet, et le costume traditionnel du marionnettiste japonais, le kuroko. Bien qu'il garde le plus souvent son couvre-chef, on aperçoit dans la deuxième partie du manga qu'il a les cheveux bruns.

### Histoire
Kankurô est un ninja du village du Sable, second enfant du quatrième Kazekage et le frère de Gaara et de Temari, avec qui il forme une équipe lors de l'examen chūnin.
Lors de l'invasion de Konoha par Suna et Oto, il affronte Shino, qui devrait être son adversaire lors de l'examen. Plus tard, après la réconciliation des deux villages et lors de la poursuite de Sasuke, il vient sauver Kiba des griffes des frères siamois Sakon et Ukon d'Oto. 
Dans la deuxième partie du manga, Kankurô est devenu jōnin, tout comme sa sœur. Alors que Gaara est vaincu par Deidara, il combat Sasori pour récupérer son frère et est gravement empoisonné durant ce combat. Il est finalement sauvé grâce aux soins médicaux de Sakura.
Peu avant la réunion des cinq Kage, Kankurô, en compagnie de Temari, accompagne Gaara son petit frère devant y assister en tant que kazekage de Suna.
Lors de la 4e grande guerre ninja, Kankurô est nommé capitaine de l'unité chargée des embuscades et démontre ses nouvelles capacités lors d’un combat contre les âmes de Sasori et Deidara, invoquées par Kabuto.
Comme la plupart des ninjas, il est pris au piège dans les « Arcanes lunaires infinis » activés par Madara. D’après l’anime, il rêve qu'il a fabriqué la marionnette la plus sophistiquée du monde: un robot géant, et dont il est très fier.

### Personnalité
Tout comme Temari, Kankurô est assez effrayé par le comportement de Gaara et cherche en permanence à éviter ses foudres. Il partage un mélange d'admiration, de jalousie et de terreur envers la puissance qu'offre le Shukaku du désert à son frère. Malgré tout, il a une vraie attitude protectrice envers lui, car il le considère avant tout comme son petit frère et pas comme un monstre.

### Capacités
C'est un ninja qui utilise une technique de combat particulière, basée sur l'utilisation de pantins qu'il contrôle grâce à des fils de chakra partant de ses doigts.
Au début, il porte en permanence son pantin, Karasu sur le dos, qu'il entoure de bandages pour ne pas le révéler à ses opposants. Il se cache parfois lui-même dans ses bandages, contrôlant de l’intérieur une marionnette maquillée à son image grâce au sable, afin de piéger l’ennemi.
Durant la deuxième partie du manga, Kankurô a cessé de porter ses pantins sur son dos et utilise désormais des parchemins pour les invoquer.
Au cours du conseil des cinq Kage, il a changé de « tatouages frontaux » et reconstruit puis amélioré ses marionnettes, récupérant en plus le corps de Sasori comme nouvelle marionnette.

#### Ses marionnettes
- Karasu (烏, Corbeau?)[1]:

Kanji Karasu, apparaissant sur le menton de la première marionnette de Kankurô.

C'est la première marionnette de Kankurô, dont le potentiel est vraiment révélé durant le combat contre Shino Aburame. Karasu est avant tout une marionnette d'attaque et dispose de tout un panel d'armes internes, allant des lames empoisonnées à la grenade chargée de gaz toxique. Elle peut lancer des senbon depuis ses avants bras, des kunaïs depuis sa bouche… Visuellement parlant, Karasu possède trois yeux, quatre bras et semble construite en bois pour la majeure partie, il possède également une grande cape et une énorme touffe de cheveux (qui dépasse d'ailleurs des bandages). Détruite par Sasori, il ne restera que sa tête d'intact.
- Kuroari (黒蟻, Fourmi noire?):
Cette marionnette est dévoilée lorsque Kankurô vient prêter main-forte à Kiba et Akamaru attaqués par Sakon et Ukon. Contrairement à Karasu, Kuroari est une marionnette qui capture ses adversaires. Elle s'utilise en conjonction avec Karasu pour exécuter la technique de la chambre noire (et l'adversaire par la même occasion). Elle ressemble pas mal à Karasu sauf pour la tête qui fait penser à une tête de cheval à trois yeux et cornue. Elle a six bras chacun garni de scies. Kuroari peut également lancer des senbons depuis ses avants bras. Elle a également été détruite par Sasori, mais Kankurô en reconstruira deux similaires…
- Sanshôuo (山椒魚, Salamandre?):
Cette marionnette est révélée durant la deuxième partie du manga, quand le village de Suna est attaqué par le duo Sasori-Deidara. Sanshôuo est plus imposante que Karasu ou Kuroari et semble plus spécialisée et plus puissante. Son apparence est celle d'un lézard et pas vraiment d'un humanoïde. C'est un pantin à vocation défensive. Lors du combat contre Sasori, ce dernier devra d'abord faire sauter la protection qui la recouvre avant de la détruire. En fait, c'est même l'un des pantins les plus solides car une chute de pierres ne lui a pas causé de dommages.
- Sasori 
Kankuro utilise Sasori lui-même.

## Techniques
- Technique des marionnettes (傀儡の術, Kugutsu no Jutsu?)
Cette technique consiste à créer des fils de chakra à partir des doigts, utilisés de manière traditionnelle pour manipuler des pantins, mais peut avoir d’autres utilisations moins conforme, comme la manipulation d’autres ninjas, l’immobilisation d’armes, ou se connecter aux fils d’un autre marionnettiste pour le piéger.
- Technique de la chambre noire (黒秘技機々一発, Kuro higi - Kiki ippatsu?)
Cette technique s'exécute avec Karasu et Kuroari. Cette dernière avale l'adversaire dans son gros ventre, de son côté, Karasu se scinde en sept parties, toutes dotées de lames (la tête et les six membres), qui viendront ensuite empaler l'ennemi rendu immobile.
Note : Dans le deuxième film, Kankurô utilise la « chambre noire à quatre mains », similaire à la chambre noire, excepté le fait que Kuroari fait coulisser quatre haches dans son corps, et n'a pas besoin de Karasu.
- Technique de permutation (変わり身の術, Kawarimi no Jutsu?)
Kankuro se substitue à un pantin qu'il aura préalablement maquillé... Il est également capable de substituer une de ces marionnettes par un bout de bois (lors de son combat contre Shino, il substitue Karasu attaquée par des insectes)..
- Arcanes rouges - Le triangle mécanique (赤秘技・機々三角, Aka higi - Kiki san kaku no Jutsu?)[2]
Une techniques qui nécessite la marionnette « Sasori ». Sasori envoie de ses mains et du reste de son corps (la tête saute) des sortes de kunaïs triangulaires dont le bout se termine par des parchemins explosifs.
- Arcanes noires - Salamandre (黒秘技・山椒魚, Kuro higi - Sanshoūo?)[3]
Kankurô fait sortir sa marionnette Sanshoūo du sol sous son ennemi pour l’emprisonner dedans. La technique peut également être utilisée pour circonscrire une explosion, la marionnette étant particulièrement solide.
- Arcanes noires - Triple chambre noire (黒秘技・機々三発, Kuro higi - Kiki sanpatsu?)[3]
Technique de la chambre noire améliorée : Kankuro utilise une réplique des Kuroari pour emprisonner un 2e ennemi.

### Anime
- Brouillard empoisonné - Destruction à l'aveugle (毒霧地獄・ばりばり百連発, Dokukiri zuyoku - Baribari shikaku renpatsu?)
Kankurô lance des bombe-poisons opaques de Karasu sur son adversaire, rendant sa vision inopérante. Ensuite, avec Kuroari et Karasu, il tire un grand nombre de senbons dans sa direction.

### Jeux vidéo
- Arcanes noires - Incendie volontaire / Vaporisation volontaire (黒秘技· 炎填華, Kuro higi - Entenka?)[4]
Sanshōuo crache une énorme flamme sur l'ennemi (il peut aussi envoyer un nuage de poison à la place).
- Arcanes rouges - Le théâtre du scorpion (赤秘技・操炎蝎劇, Aka higi - Sōen katsugeki?) [5]
Kankuro déploie le pantin Sasori qui attaque l'ennemi avec ses lames situés au dos et ensuite expulse du feu de ses mains.